# Île Howe
Île Howe je jedan od otoka otočja Kerguelen. Nalazi se sjeverno od Île Foch, odmah nakon Île MacMurdo. Dugačak je oko 8 km. Osim kunića, nema unesenih životinja.

## Važno područje za ptice
Otok je, zajedno sa susjednim i relativno velikim otocima Île Foch i Île Saint-Lanne Gramont, kao i manjim Île MacMurdo, Île Briand, Îles Dayman i Îlots Hallet, BirdLife International identificirao kao Važno područje za ptice (IBA) zbog svoje vrijednosti kao mjesta za razmnožavanje, posebno za morske ptice, s najmanje 29 vrsta koje se gnijezde u IBA-u.